# El Naranjal, Castillo de Teayo
El Naranjal är en ort i Mexiko.   Den ligger i kommunen Castillo de Teayo och delstaten Veracruz, i den sydöstra delen av landet, 210 km nordost om huvudstaden Mexico City. El Naranjal ligger 70 meter över havet och antalet invånare är 344.
Terrängen runt El Naranjal är platt åt nordost, men åt sydväst är den kuperad. Runt El Naranjal är det ganska tätbefolkat, med 78 invånare per kvadratkilometer. Närmaste större samhälle är Álamo, 13,4 km norr om El Naranjal. Trakten runt El Naranjal består till största delen av jordbruksmark.